# Гайот

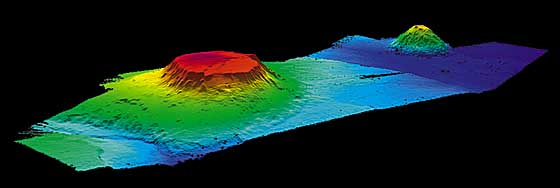
Гайот Беар в Новоанглийской цепи подводных гор

Гайо́т (или гийот, от англ. guyot, фр. güyote) — изолированная подводная гора, поднимающаяся с ложа океана или подводного хребта. Характеризуется плоской (срезанной) вершиной, крутыми склонами и округлыми очертаниями, представляет собой потухший вулкан с плоской вершиной. Образуется под воздействием погружения и длительной волновой абразии вулканических островов.

## Термин и история
Назван по фамилии геолога Арнольда Генри Гюйо (Arnold Henry Guyot, 1807—1884), а именно от названия здания геологического факультета его имени в Принстонском университете (Guyot Hall), имеющем характерную уступчатую форму.
В современной научной русскоязычной литературе французское произношение термина «гийот» не прижилось.
Теория образования гайотов из погрузившихся под воду древних вулканических островов (гор) была предложена в 1965 году Гарри Хэммондом Хессом (1906—1969) — американским геологом, внесшим большой вклад в изучение геологии океанов и в разработку теории тектоники литосферных плит.
Погружение под воду вулканических островов происходит на протяжении длительного геологического времени, как в связи с неоднократными колебаниями уровня океана, так и вследствие охлаждения подстилающей их коры. Гарри Хесс также предложил и новый термин «guyot» для названия подобных подводных гор.

## Образование гайотов
В результате извержения подводного вулкана образуется вулканический остров. На прибрежном мелководье вокруг острова начинают расти кораллы — образуется так называемый окаймляющий риф (коралловый). Остров начинает погружаться, от собственного веса прогибает земную кору. Надводная часть острова разрушается прибоем. Окаймляющий коралловый риф отделяется от периметра острова, и со временем вулканический остров погрузится полностью, и до поверхности моря будет доставать только кольцевой коралловый риф — остров превратится в атолл.
Если скорость погружения острова превысит скорость роста кораллов, то атолл погрузится на большу́ю глубину, где рост кораллов прекратится.
На глубине лагуна погрузившегося атолла начнёт заполняться падающими сверху осадочными породами (в том числе умершими живыми организмами и их останками). Со временем лагуна заполнится полностью, так что вершина погрузившегося атолла станет плоской — погрузившийся атолл превратится в гайот.

## Распространение

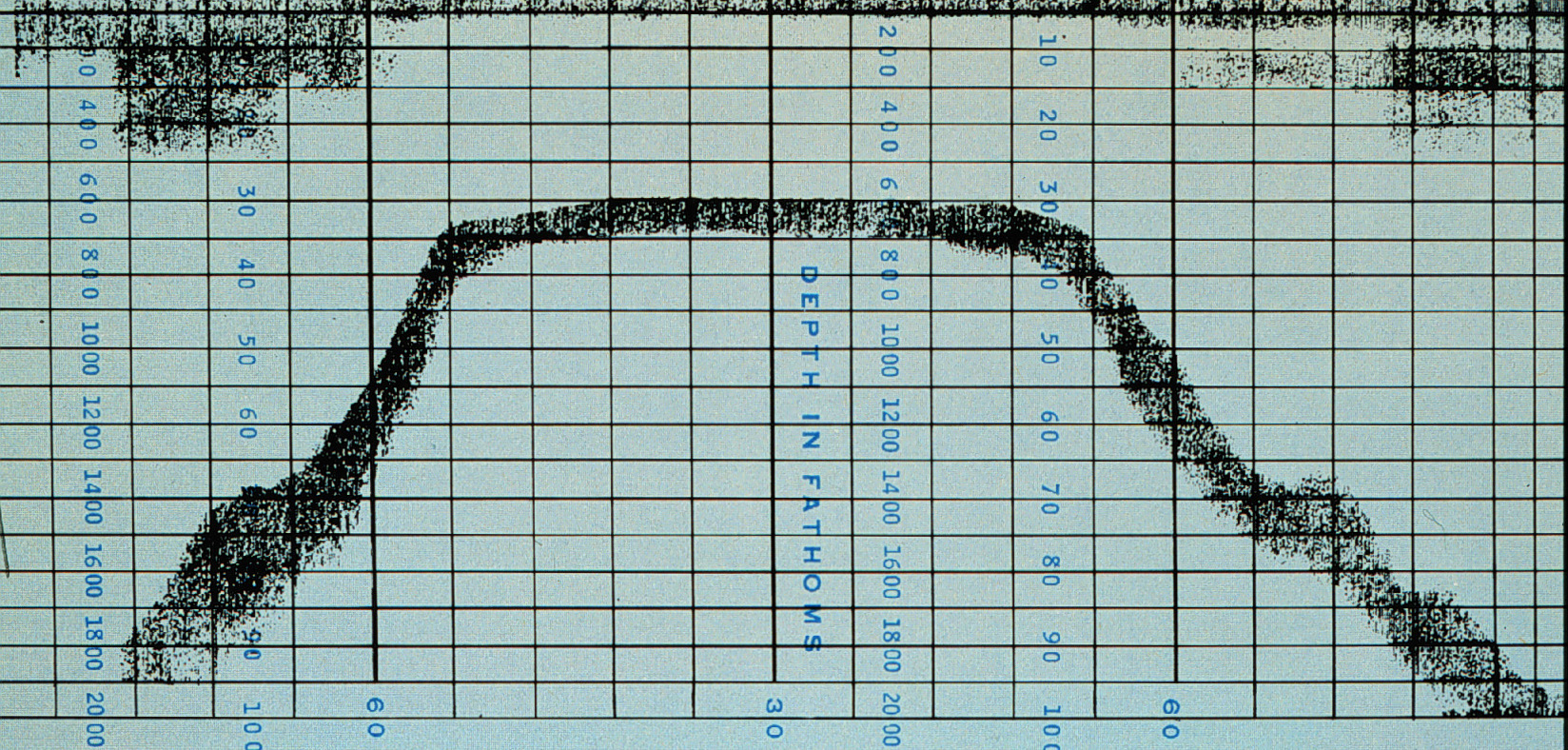
Профиль гайота по данным эхолота

Больше всего гайотов встречается в Тихом океане и в Индийском океане, в том числе и в их антарктических секторах — в Южном океане. В тропической зоне гайоты нередко увенчаны коралловыми рифами.
Гайоты находятся на абиссальных глубинах и могут иметь высоту до 4—5 километров. Плоские вершины некоторых гайотов часто находятся всего лишь в 200—300 метрах от поверхности океана. А вершина гайота Ломоносов, расположенного в районе Азорских островов в Атлантическом океане, расположена всего лишь в 18 метрах от поверхности воды. Наиболее известные из гайотов — это банки Метеор, Банзаре, Банка Обь и Банка Лена и другие.
В районе некоторых подводных гор, гайотов и других океанических подводных поднятий в открытом океане постоянно обитают довольно плотные скопления промысловой рыбы. Площадь плоских вершин таких гайотов может быть настолько велика, что они представляют собой довольно известные районы океанического тралового промысла рыбы.
К гайотам также часто приурочены месторождения кобальто-марганцевых корок (КМК).